# European Agency of Digital Trust
European Agency of Digital Trust (EADTrust) es un PSC (Prestador de Servicios de Certificación) radicado en España que presta servicios de confianza en toda Europa. La información sobre sus servicios se resume en la ficha (enlace roto disponible en Internet Archive; véase el historial, la primera versión y la última). gestionada por el Ministerio de Industria Turismo y Comercio de España, organismo supervisor de los Prestadores de Servicios de Certificación españoles. 
Su promotor fue Julian Inza, especialista en firma electrónica y certificación que dirigió anteriormente otros PSC como la CA de Banesto, AC Camerfirma y FESTE. Esta entidad, la Fundación para el Estudio de la Seguridad de las Telecomunicaciones, creada por el CGN (Consejo General del Notariado) traspasó sus actividades como PSC a ANCERT en el año 2004.
EADTrust, presta servicios de confianza cualificados en el marco del Reglamento EIDAS, así como otros servicios que facilitan el cumplimiento legal en contexto de uso de tecnologías digitales.
Entre estos servicios cabe citar:
- Servicio de Sellado de Tiempo: El Sellado de tiempo proporciona a sus usuarios los mecanismos necesarios para garantizar la existencia de cualquier archivo electrónico, transacción o comunicación antes de un momento dado, junto con la integridad de los datos a partir de ese instante.
- Servicio de Validación: La Validación de certificados permite comprobar que un certificados electrónicos no ha sido revocado cuando se utiliza dentro del período de validez. Estos servicios los prestan las entidades que actúan como Autoridad de Certificación respecto a las certificados expedidos por ellas mismas, pero pueden ser prestados por Terceros de Confianza.
- Servicios de Confianza: EADTrust presta otros servicios de confianza como los siguientes: facturación electrónica (en modalidad SaaS Software as a Service), publicación fehaciente en el Perfil del Contratante, Firma electrónica remota y comprobación de firmas (con el protocolo DSS Digital Signature Service de OASIS).

Los dos primeros tipos de servicio son muy semejantes a los que presta @firma en el sector público. En el caso de EADTrust los servicios están disponibles tanto para el sector privado como para el sector público.

## Curvas elípticas
EADTrust es el primer PSC europeo en crear una jerarquía de certificación PKI basada en Criptografía de curva elíptica. En realidad, la jerarquía de certificación de EADTrust es dual, permitiendo el empleo tanto de Criptografía asimétrica RSA como de Criptografía de curva elíptica. Con este concepto, EADTrust es la única Autoridad de certificación del mundo que emplea simultáneamente ambos algoritmos criptográficos en su gestión, lo que permite también utilizar simultáneamente dos algoritmos de Hash en las firmas duales. Con esta tecnología es posible desarrollar mecanismos más robustos en las firmas electrónicas lo que implica mayor resistencia a lo ataques criptográficos que se van publicando.

## Certificados basados en criptografía de curvas elípticas para el pasaporte COVID19
EADTrust es el prestador de servicios de certificación que ha emitido los certificados electrónicos con los que los organismos sanitarios españoles han firmado desde el año 2020 los Pasaportes COVID con los que se demostraba que una persona estaba vacunada, había recibido el alta hospitalaria tras superar la enfermedad o se había sometido a una prueba diagnóstica. El código QR contenía dicha información codificada y un sello electrónico cualificado identificando el organismo sanitario que expedía el Pasaporte COVID. El Reglamento (UE) 2021/953 relativo a los certificados COVID-19 establece los requisitos técnicos de los pasaportes y de los certificados con los que se firman. Aunque con la especificación inicial de la OMS se sugería que cada Estado creara una autoridad de certificación similar a la que expide los certificados de los pasaportes y que se denomina CSCA (Country Signing Certificate Authority), las autoridades españolas optaron por hacer uso de certificados cualificados alineados con la normativa EIDAS emitidos por EADTrust, aunque, eso sí, basados en criptografía de curvas elípticas.